# ورنت لا ورن
ورنت لا ورن (به فرانسوی: Vernet-la-Varenne) یک کمون در فرانسه است که در Canton of Sauxillanges واقع شده‌است.

## خصوصیات
ورنت لا ورن ۳۵٫۱۰ کیلومترمربع مساحت و ۷۹۳ نفر جمعیت دارد و ۸۱۵ متر بالاتر از سطح دریا واقع شده‌است.